# КАМАЗ-6522
КАМАЗ-6522 — российский крупнотоннажный грузовой автомобиль-самосвал повышенной проходимости, выпускаемый Камским автомобильным заводом (КАМАЗ) с 2004 года по настоящее время.

## История
КАМАЗ-6522 имеет с высокую степень унификации с КАМАЗ-6520  отличается от него в основном наличием переднего ведущего моста. Предназначен для крупных строительных, карьерных и сельскохозяйственных работ в тяжёлых условиях.
В 2004 году началось серийное производство КАМАЗ-6522.

## Описание
Автомобиль-самосвал имеет классическую компоновку с колёсной формулой 6х6.
Кабина — цельнометаллическая, поколения К3. Расположена над двигателем. Световые приборы перенесены на бампер (блок-фары).
Дизельный двигатель КАМАЗ-740.51-320-360 увеличенного рабочего объёма мощностью 320…360 л. с., имеющий турбонаддув с промежуточным охлаждением. Изначально мотор отвечал экологическим нормам Евро-2. С 2008 года на некоторые КАМАЗ-6522 устанавливался двигатель Cummins ISLe 375. Сегодня экологические нормы подняты вплоть до Евро-5.
Сцепление — однодисковое, диафрагменного типа.
Коробка передач — механическая, 16 ступеней.
Раздаточная коробка — двухступенчатая с блокируемым межосевым дифференциалом.
Рулевое управление — с гидроусилителем.
Тормозная система — с пневматическим приводом.
Передний и задние мосты — Madara, с одноступенчатой главной передачей и планетарными колесными редукторами.

## Технические характеристики
- Колёсная формула — 6 × 6
- Весовые параметры и нагрузки, а/м
  - Снаряженная масса а/м, кг — 13950
  - Грузоподъемность а/м, кг — 18000
  - Полная масса, кг — 25600
- Двигатель
  - Модель — КАМАЗ-740.51
  - Тип — дизельный с турбонаддувом, с промежуточным охлаждением наддувочного воздуха
  - Мощность кВт(л. с.) — 260 (360)
- Коробка передач
  - Тип — механическая, шестнадцатиступенчатая
  - Модель — ZF 16S1820[6]
- Кабина
  - Тип — расположенная над двигателем, с высокой крышей
  - Исполнение — без спального места
- Колеса и шины
  - Тип колес — дисковые
  - Тип шин — пневматические, камерные
  - Размер шин — 12.00 R20 (320 R508)
- Самосвальная платформа
  - Объём платформы, м³ — 12
  - Угол подъёма платформы, град — 50
  - Направление разгрузки — назад
- Общие характеристики
  - Максимальная скорость, км/ч — 90
  - Угол преодол. подъёма, не менее, % — 25
  - Внешний габаритный радиус поворота, м — 11,5

## Модификации
КАМАЗ-6522 - двигатель КАМАЗ-740.51 мощность 320 л.с.  (Евро-2)
КАМАЗ-6522-43 - двигатель КАМАЗ-740.632 мощность  400 л.с.  (Евро-4)
КАМАЗ-6522-53 - двигатель КАМАЗ-740.735 мощность 400 л.с. (Евро-5)
КАМАЗ-6522-61 - двигатель КАМАЗ-740.61 мощность 320 л.с. (Евро-3)
КАМАЗ-6522-63 - двигатель КАМАЗ-740.63 мощность 400 (Евро-3)
КАМАЗ-6522-RG - двигатель Cummins ISLe-С375 мощность 375 л.с. (Евро-4)
КАМАЗ-6522-RT – двигатель Cummins ISL 400 50 мощность (Евро-5)
КАМАЗ-65222 – односкатная ошиновка, двигатель КАМАЗ-740.50 мощность 360 л.с. (Евро-2, Евро-3)
КАМАЗ-65222-43 - двигатель КАМАЗ-740.632 мощность  400 л.с. (Евро-4)
КАМАЗ-65222-53 - двигатель КАМАЗ-740.735 мощность 400 л.с. (Евро-5)
КАМАЗ-65222-63 - двигатель КАМАЗ-740.63 мощность 400 л.с. (Евро-3)

## Изображения

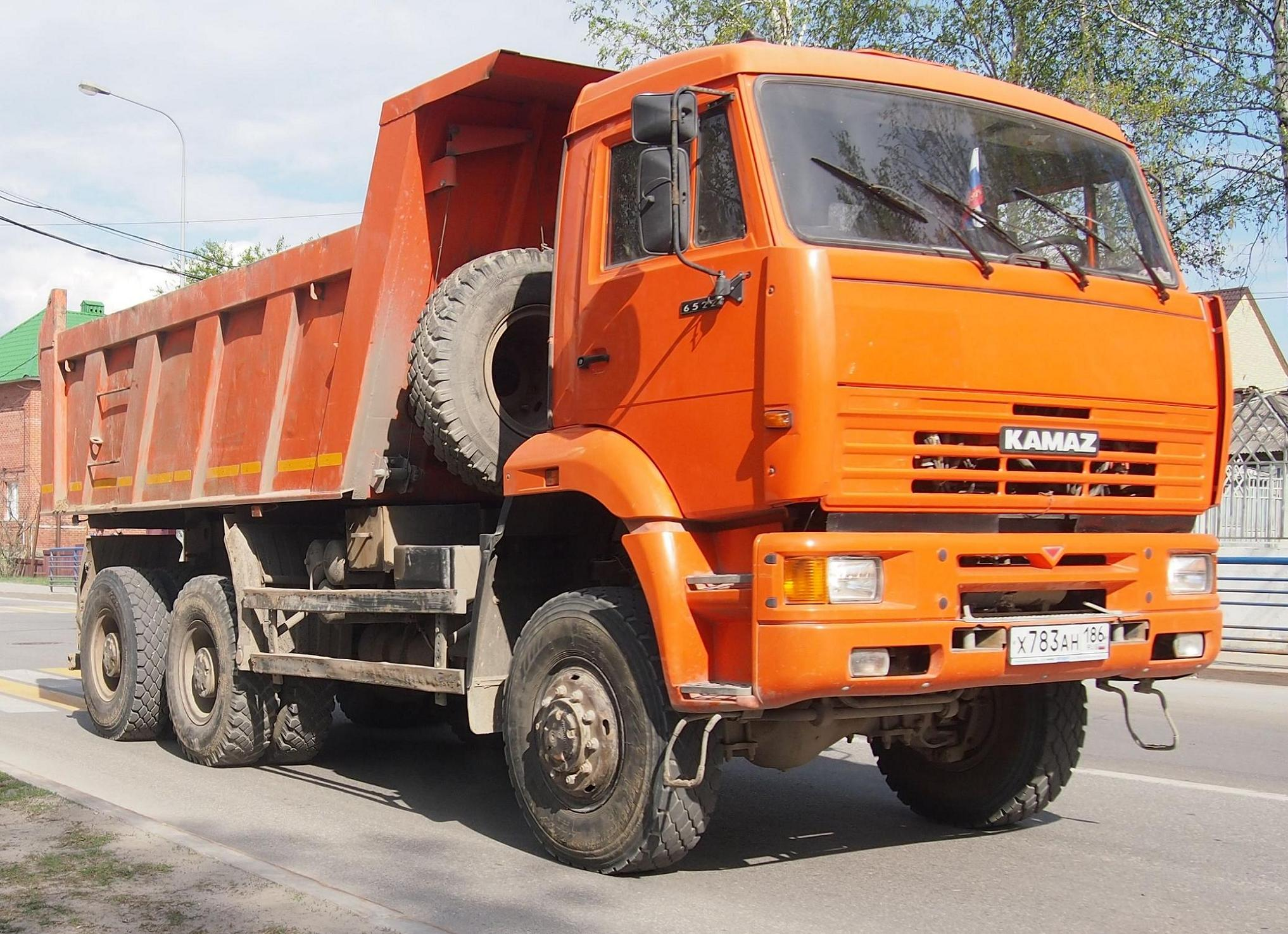
КАМАЗ-6522.
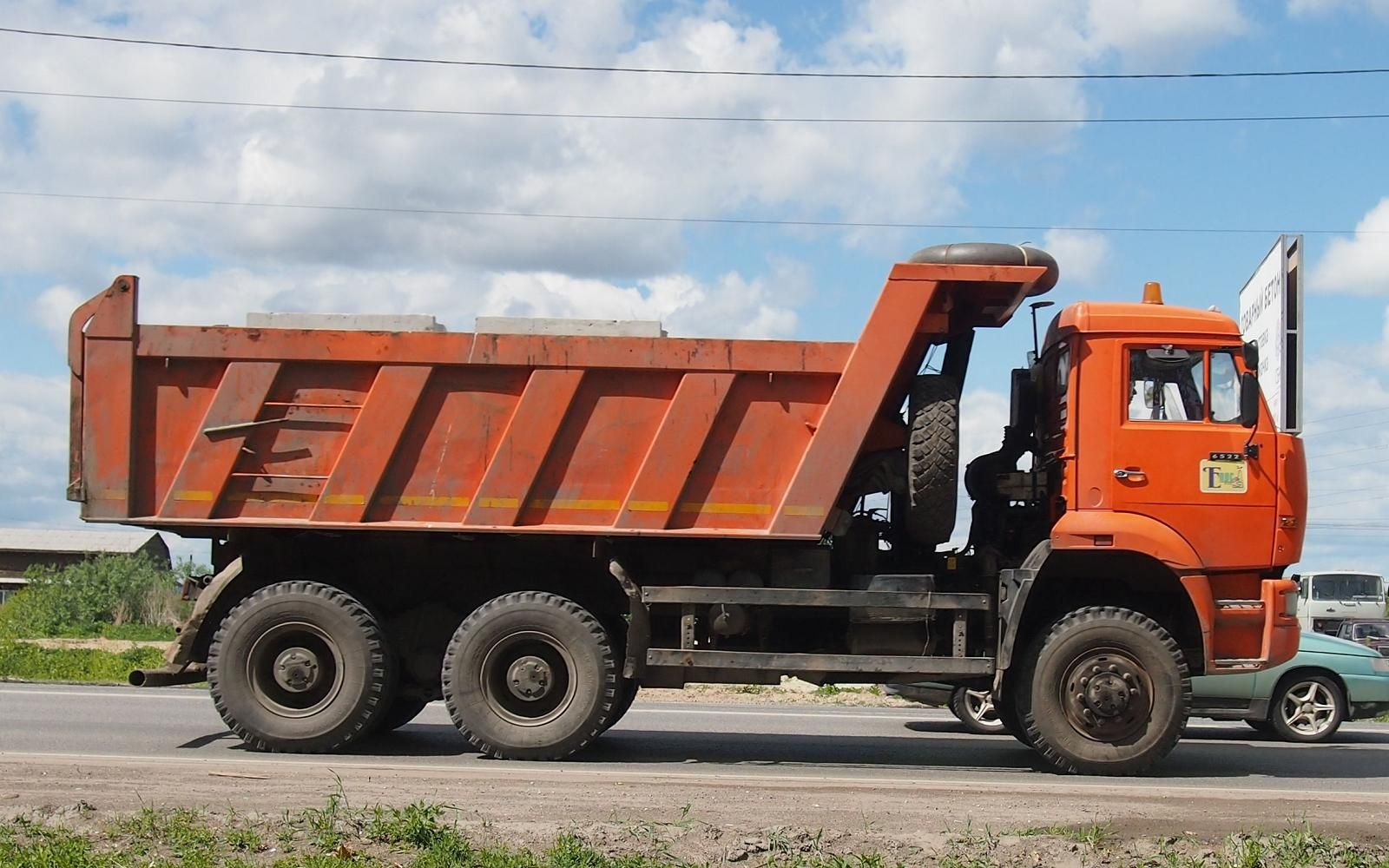
КАМАЗ-6522.
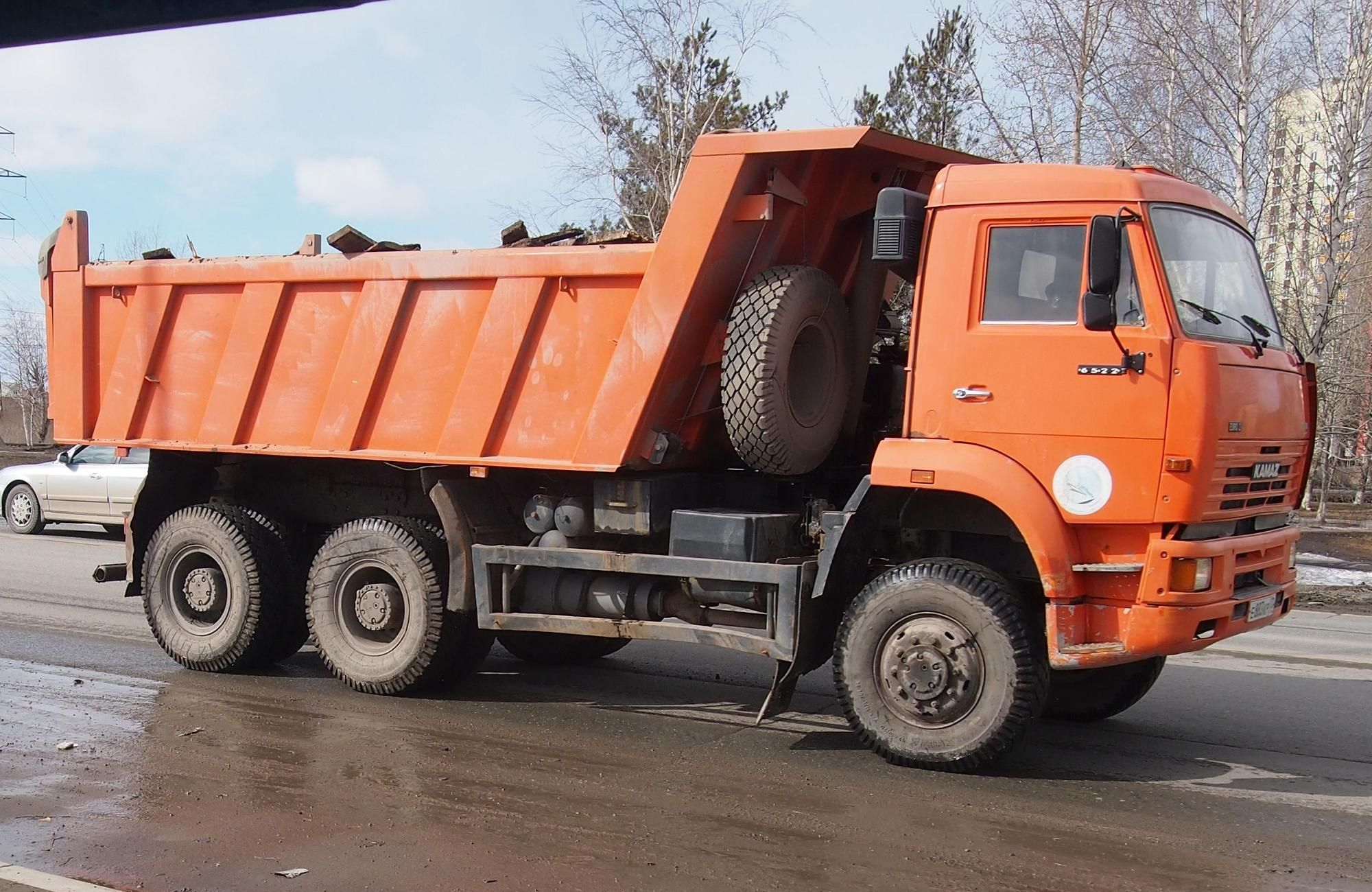
КАМАЗ-6522.
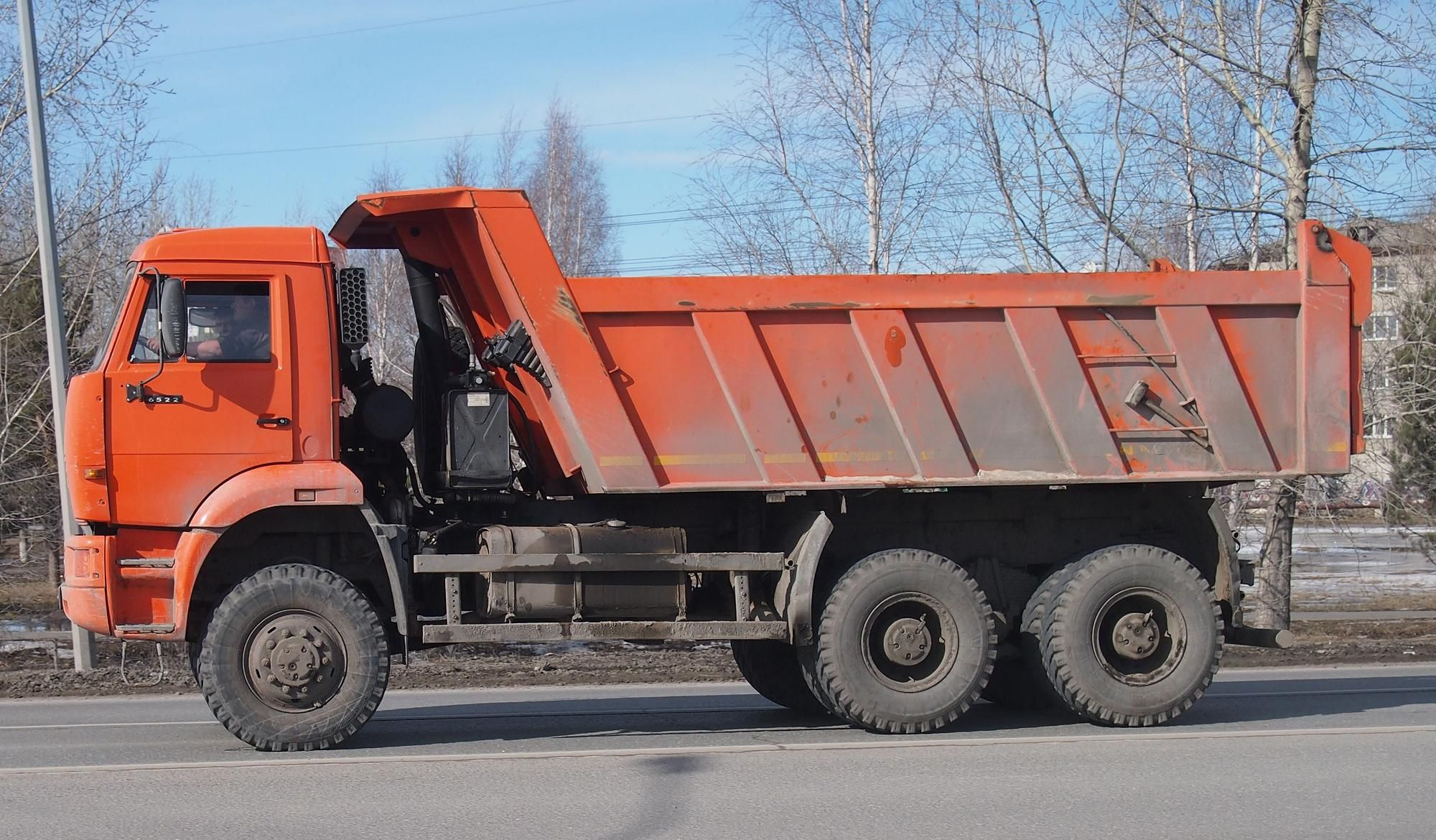
КАМАЗ-6522.
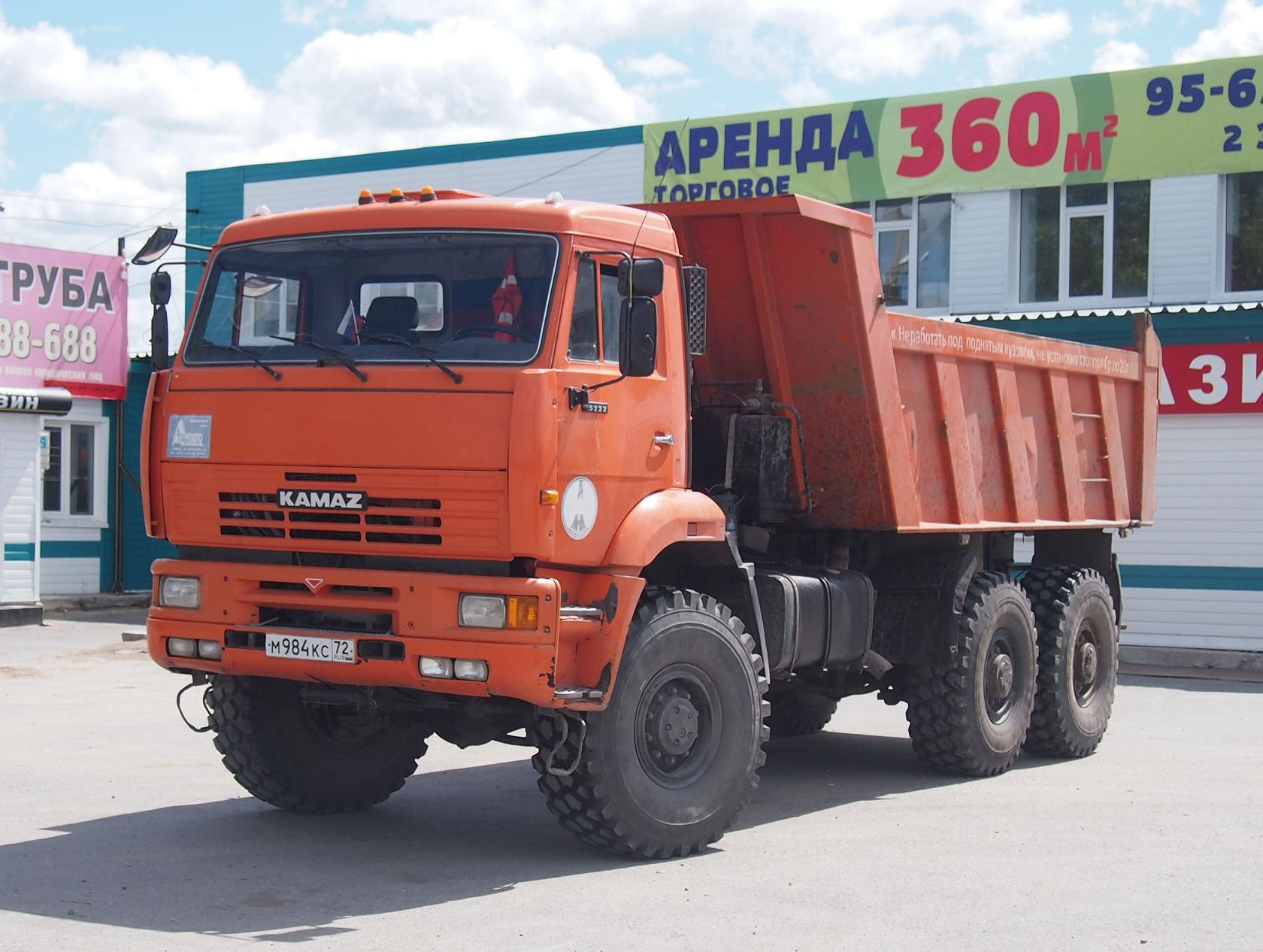
КАМАЗ-65222.
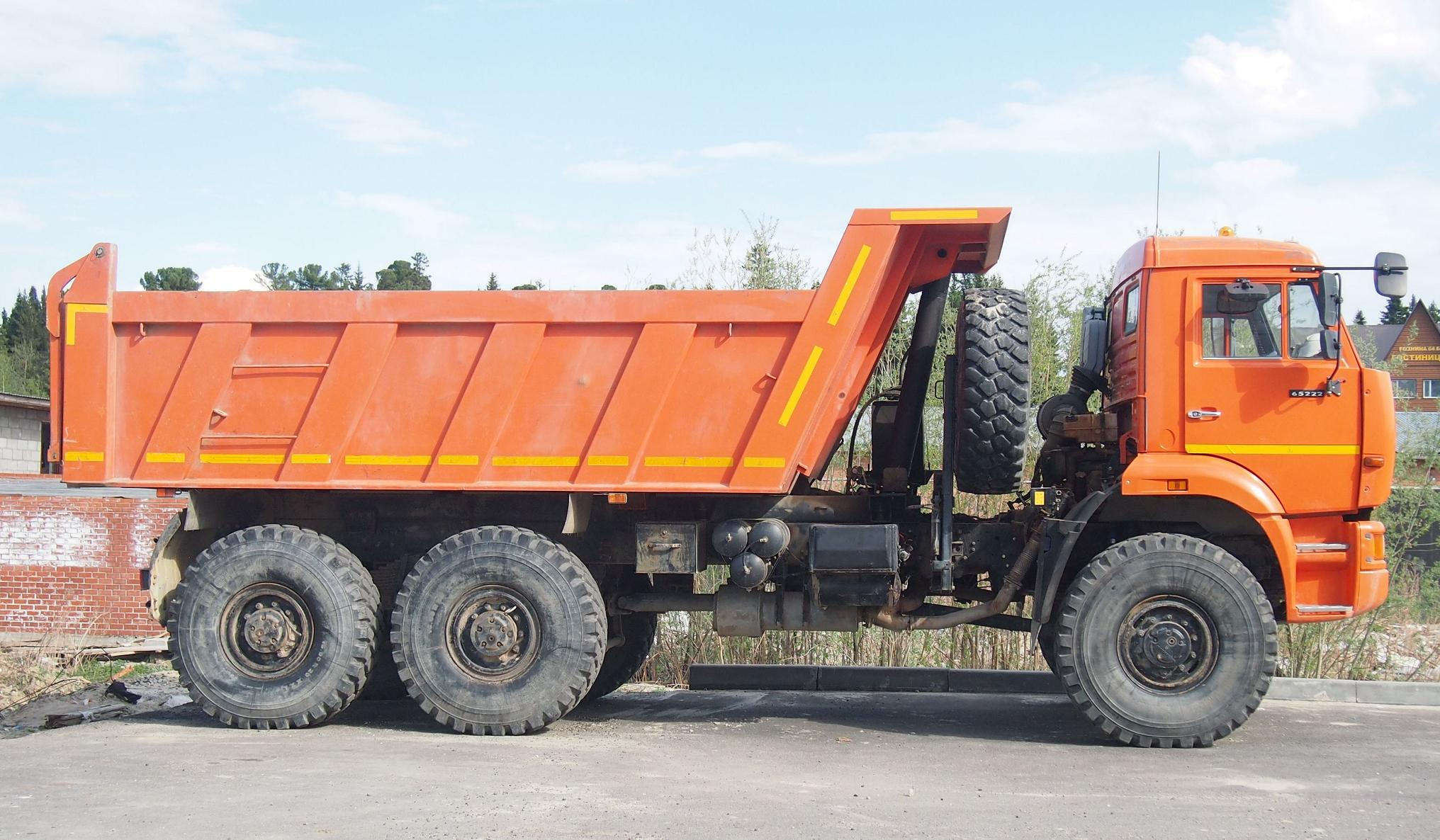
КАМАЗ-65222.